# 邦格阿万
邦格阿万（Bangawan），是印度中央邦Shahdol县的一个城镇。总人口20719（2001年）。

## 人口
该地2001年总人口20719人，其中男性11037人，女性9682人；0—6岁人口2889人，其中男1465人，女1424人；识字率63.36%，其中男性为72.29%，女性为53.17%。